# Френч

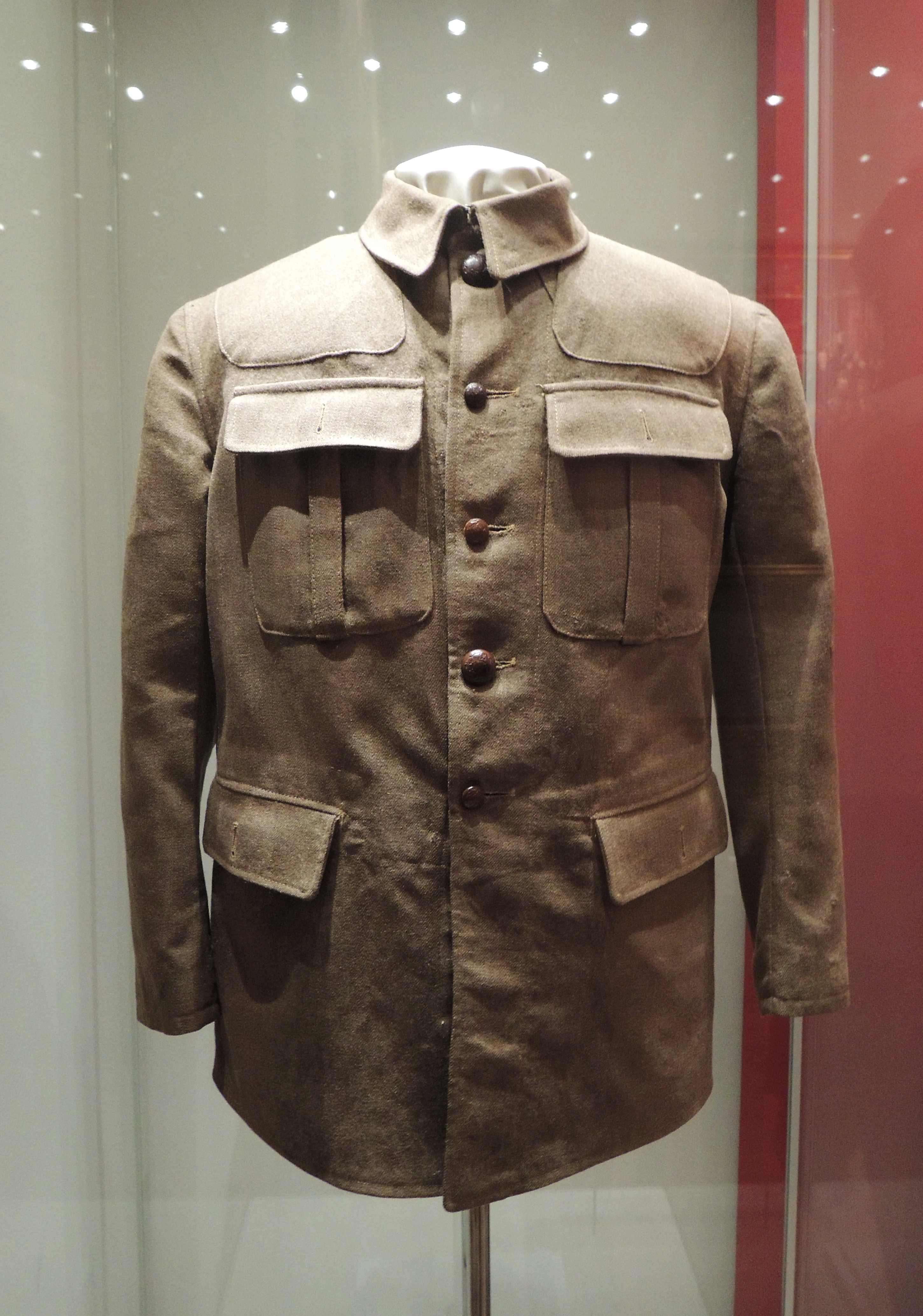
Френч Ленина (1920-е)

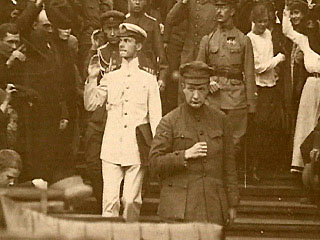
А. Ф. Керенский во френче

Френч — куртка (китель, пиджак), названная по имени британского фельдмаршала Джона Дентона Френча.
В период Первой мировой войны 1914—1918 годов в армии широкое распространение получили кители произвольных образцов — подражания английским и французским моделям, получившие общее наименование «френч» — по имени Главнокомандующего Британскими экспедиционными силами во Франции, фельдмаршала Джона Френча. Их отличительной особенностью были:
- воротник — мягкий отложной, или мягкий стоячий с застёжкой на пуговицы;
- регулируемая с помощью хлястиков или разрезной манжеты ширина обшлага;
- большие накладные карманы на груди и полах с застёжкой на пуговицы.

Среди авиаторов ограниченное распространение получили френчи английского офицерского типа — с открытым воротом для ношения с рубашкой и галстуком.
В Красной Армии носился командным и начальствующим составом в 1924—1943.